# بيرتن بورنا
بيرتن بورنا هو محامي وسياسي بنيني، ولد في 20 نوفمبر 1930، وتوفي في 15 يونيو 2007. انتخب عضو الجمعية الوطنية في بنين ‏.